# Zbigniew Belina-Prażmowski-Kryński

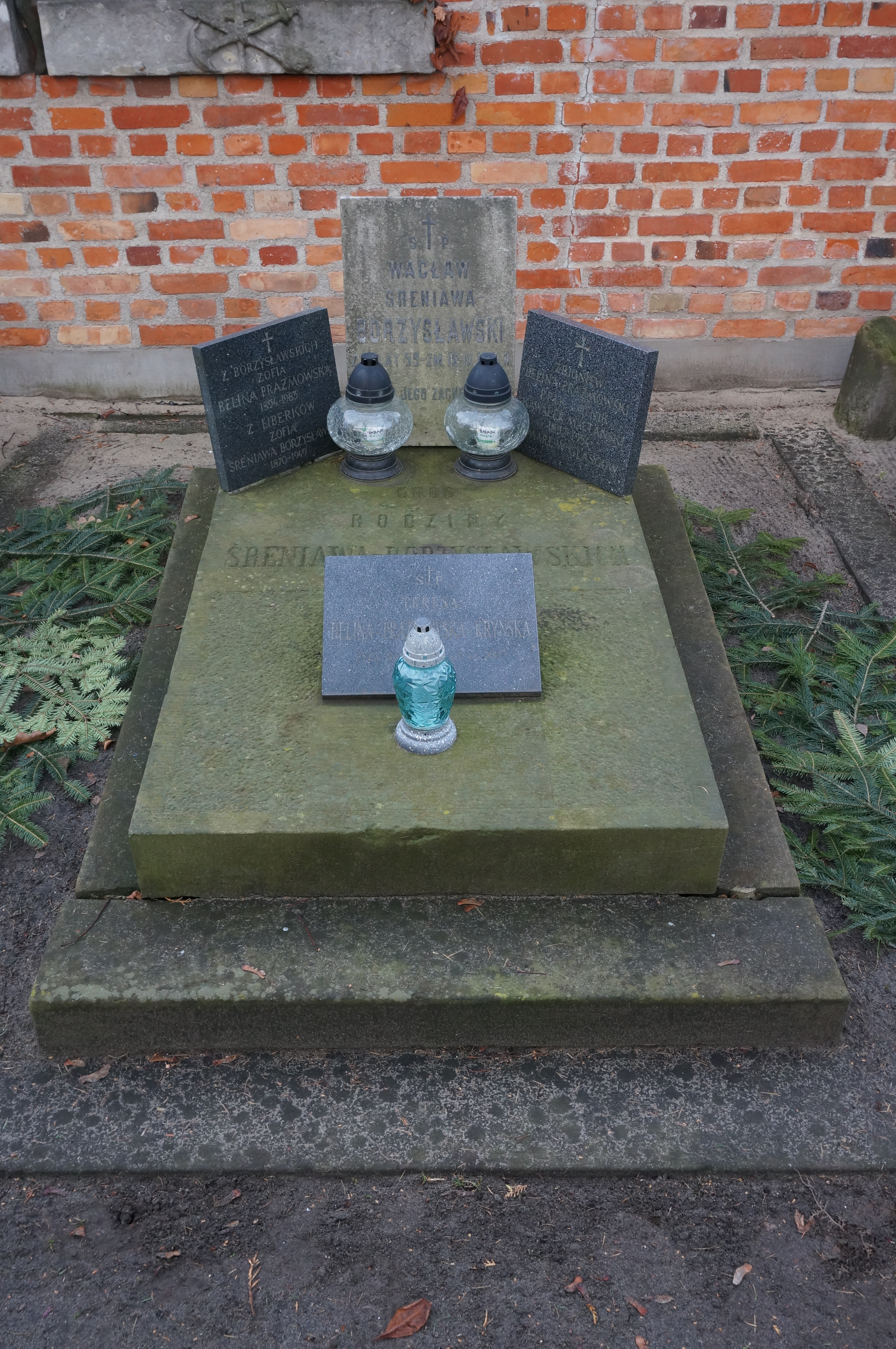
Grób Zbigniewa Beliny-Prażmowskiego-Kryńskiego na cmentarzu Powązkowskim

Zbigniew Belina-Prażmowski-Kryński (ur. 27 lub 29 grudnia 1892 w Warszawie, zm. 12 stycznia 1954 w Glasgow) – podpułkownik dyplomowany obserwator Wojska Polskiego.

## Życiorys
Urodził się 27 lub 29 grudnia 1892 w Warszawie, w rodzinie Stefana i Wandy z Kryńskich. Ukończył gimnazjum realne w Warszawie oraz wyższe szkoły wojskowe w Warszawie i Paryżu. Od 1914 służył w armii rosyjskiej. Był podporucznikiem Gwardii w Izmaiłowskim Pułku Gwardii .
8 grudnia 1918 został przyjęty do Wojska Polskiego z byłych Korpusów Wschodnich i byłej armii rosyjskiej, z zatwierdzeniem posiadanego stopnia porucznika ze starszeństwem od dnia 15 lipca 1916 i przydzielony do Szkoły Oficerskiej w Dęblinie. 28 stycznia 1921 został zatwierdzony z dniem 1 kwietnia 1920 roku w stopniu kapitana, w wojskach lotniczych, w grupie oficerów byłych Korpusów Wschodnich i byłej armii rosyjskiej. W 1921 ukończył I Kurs Normalny Wyższej Szkoły Wojennej w Warszawie. Po ukończeniu kursu został skierowany do służby w Departamencie Lotnictwa Ministerstwa Spraw Wojskowych. 3 maja 1922 został zweryfikowany w stopniu majora ze starszeństwem z dniem 1 czerwca 1919 i 27. lokatą w korpusie oficerów aeronautycznych, a jego oddziałem macierzystym był 1 pułk lotniczy. W następnym roku pełnił służbę w Wyższej Szkole Wojennej, pozostając oficerem nadetatowym 1 pułku lotniczego.
7 listopada 1924 został przeniesiony z 1 pułku lotniczego do Wyższej Szkoły Wojennej na stanowisko wykładowcy operacyjnej służby Sztabu Generalnego. 1 grudnia 1924 awansował na podpułkownika ze starszeństwem z dniem 15 sierpnia 1924 i 8. lokatą w korpusie oficerów aeronautycznych. W 1928 pełnił służbę w Oddziale IV Sztabu Generalnego. 18 czerwca 1930 został zwolniony ze stanowiska delegata Sztabu Głównego przy Dyrekcji PKP Poznań, pozostawiony bez przynależności służbowej z równoczesnym oddaniem do dyspozycji dowódcy Okręgu Korpusu Nr VII. Z dniem 31 grudnia 1930 został przeniesiony w stan spoczynku. W 1934 pozostawał w ewidencji Powiatowej Komendy Uzupełnień Warszawa Miasto III. Posiadał przydział do Oficerskiej Kadry Okręgowej Nr I. Był wówczas w „dyspozycji dowódcy Okręgu Korpusu Nr I”.
16 marca 1932 rozpoczął pracę w Departamencie Polityczno-Ekonomicznym Ministerstwa Spraw Zagranicznych na stanowisku prowizorycznego radcy ministerstwa w VI stopniu służbowym (od 19 stycznia 1933 – radcy ekonomicznego). Od 1 sierpnia 1933 do 15 października 1934 był kierownikiem Konsulatu RP w Leningradzie.
Po kampanii wrześniowej przedostał się do Wielkiej Brytanii w RAF otrzymał numer służbowy P-1185. Od 9 października 1940 przebywał w Stacji Zbornej Oficerów Rothesay. Podczas pobytu w tym obozie namalował kopię obrazu Matki Boskiej Częstochowskiej, który w Wielkanoc 1941 roku zawieszono w nad ołtarzem głównym kościoła św. Andrzej (obecnie wisi w bocznej kaplicy). W październiku 1941 roku otrzymał zgodę na opuszczenie obozu i zamieszkanie w okolicach Glasgow. 3 marca 1950 został naturalizowany przez władze brytyjskie, w tym okresie pełniąc funkcję wykładowcy w szkole handlowej (Commercial College) i zamieszkując w Glasgow, gdzie zmarł i został skremowany.
Jego symboliczny grób znajduje się na cmentarzu Powązkowskim w Warszawie (pod murem IV-18).
Zbigniew Belina-Prażmowski-Kryński 20 czerwca 1920 ożenił się z Zofią z Borzysławskich.

## Ordery i odznaczenia
- Krzyż Walecznych[26]
- Medal Pamiątkowy za Wojnę 1918–1921[4]
- Medal Dziesięciolecia Odzyskanej Niepodległości[4]
- Komandor z Gwiazdą Orderu św. Grzegorza Wielkiego (Stolica Apostolska)[1]
- Komandor z Gwiazdą Orderu Korony (Włochy)[1]
- Komandor z Gwiazdą Orderu Grobu Świętego (1931, Stolica Apostolska)[27]
- Kawaler Orderu Maltańskiego (SMOM)[1]

7 października 1935 Komitet Krzyża i Medalu Niepodległości odrzucił wniosek o przyznanie mu tego odznaczenia „z powodu braku pracy niepodległościowej”.